# Cantaguineus
Cantaguineus és una serra situada al municipi de Montblanc (Conca de Barberà), amb una elevació màxima de 898,1 metres.